# 胡安·阿沃斯
胡安·阿沃斯（西班牙語：Juan Arbós，1952年11月12日—），西班牙男子曲棍球运动员。他曾代表西班牙参加1972年、1976年、1980年和1984年夏季奥林匹克运动会曲棍球比赛，其中1980年奥运会获得一枚银牌。